# Lucas Nicolás Gómez
Lucas Nicolás Gómez (Buenos Aires, 17 giugno 2004) è un calciatore argentino, centrocampista dell'Argentinos Juniors.

## Carriera
Gómez è cresciuto nel settore giovanile dell'Argentinos Juniors dove ha firmato il suo primo contratto professionistico l'8 febbraio 2024. Ha debuttato in prima squadra il 29 maggio seguente giocando titolare l'incontro di Coppa Sudamericana vinto 2-1 contro il Nacional.

## Statistiche

### Presenze e reti nei club
Statistiche aggiornate all'11 novembre 2024.
| Stagione        | Squadra            | Campionato      | Campionato | Campionato | Coppe nazionali | Coppe nazionali | Coppe nazionali | Coppe continentali | Coppe continentali | Coppe continentali | Altre coppe | Altre coppe | Altre coppe | Totale | Totale | Totale |
| Stagione        | Squadra            | Comp            | Pres       | Reti       | Comp            | Pres            | Reti            | Comp               | Pres               | Reti               | Comp        | Pres        | Reti        | Pres   | Reti   |        |
| --------------- | ------------------ | --------------- | ---------- | ---------- | --------------- | --------------- | --------------- | ------------------ | ------------------ | ------------------ | ----------- | ----------- | ----------- | ------ | ------ | ------ |
| 2024            | Argentinos Juniors | PD              | 4          | 0          | CA+CdL          | 0               | 0               | CS                 | 1                  | 0                  |             | -           | -           | 5      | 0      |        |
| Totale carriera | Totale carriera    | Totale carriera | 4          | 0          |                 | 0               | 0               |                    | 1                  | 0                  |             | -           | -           | 5      | 0      |        |